# Polyscias sleumeri
Polyscias sleumeri är en araliaväxtart som beskrevs av Philipson. Polyscias sleumeri ingår i släktet Polyscias och familjen araliaväxter. Inga underarter finns listade.